# شبکه سبز
شبکه سبز (گلستان) یکی از شبکه‌های استانی صدا و سیمای جمهوری اسلامی ایران است که در استان گلستان فعالیت دارد. این شبکه روزانه ۲۰ ساعت برنامه به زبان‌های فارسی، ترکمنی و مازندرانی برای مردم استان گلستان پخش می‌کند. پخش برنامه‌های شبکه سبز با کیفیت HD و فرمت HEVC از طریق فرستنده‌های زمینی از بهمن ۱۴۰۳ آغاز شده‌است.

## تاریخچهٔ سیما
برنامه‌سازی تلویزیونی در این مرکز از آبان ۱۳۶۹ ه‍.ش آغاز شد. آثار تولیدی محلی و برخی برنامه‌ها که به زبان ترکمنی و مازندرانی تولید می‌شد، از مرکز مازندران پخش می‌گردید. در نیمهٔ اول سال ۱۳۷۸ سیمای مرکز به‌طور مستقل فعالیت خود را با هفته‌ای ۳٬۶۰۰ دقیقه برنامه‌سازی آغاز کرد. این شبکه در ۲۷ اسفند سال ۱۳۸۳ به عنوان بیست و پنجمین شبکهٔ استانی کشور به بهره‌برداری رسید.
هم‌اکنون شبکهٔ استانی سیما بیش از ۹۴ درصد جمعیت استان گلستان را تحت پوشش قرار می‌دهد. ضمن اینکه این شبکه در مناطق شرقی و مرکزی استان مازندران و حتی در غرب مازندران تنکابن در صورت مساعد بودن شرایط آب و هوا قابل دریافت است.

نخستین نشان (۱۳۸۲-۱۳۹۴)
دومین نشان (۱۳۹۴-امروز)

## انتقادها
یکی از انتقاداتی که به این شبکه وارد شده‌است، کم بودن برنامه و موسیقی اقوام بومی استان ازجمله به زبان ترکمنی و مازندرانی است. بیش از نیمی از جمعیت استان گلستان را قوم ترکمن و طبری تشکیل می‌دهند. انتقاد دیگری که به این شبکه وارد شده، مرکز گرایی شبکه و تمرکز بیشتر برنامه‌ها بر روی صرفاً مرکز استان و حداکثر حوالی آن داشته‌است. همچنین پایین بودن سطح کیفی برنامه‌ها یکی دیگر از انتقادهای وارده به این شبکه است. تولیدات این شبکه به جهت جذب مخاطب، گردشگر و سرمایه‌گذار با استفاده از زبان‌های گوناگون و بین‌المللی مانند زبان‌های چینی، روسی، ترکی، عربی، آلمانی، فرانسوی و انگلیسی بسیار ضعیف است.